# Arlene Martel
Pour les articles homonymes, voir Martel.

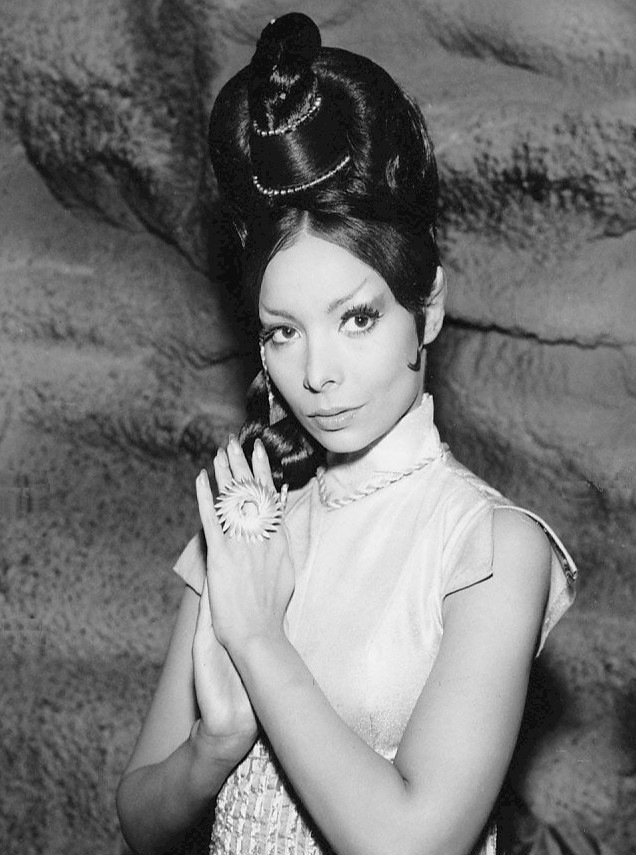
Arlene Martel dans le rôle de T'Pring dans l'épisode « Amok Time » de Star Trek (1967).

Arlene Martel (née Arline Greta Sax le 14 avril 1936 – morte le 12 août 2014) est une actrice, écrivain et enseignante américaine. Avant 1964, elle était régulièrement surnommée Arline Sax ou Arlene Sax.
Ayant notamment interprété le personnage de la fiancée de Spock, Martel a été une participante régulière des conventions de Star Trek entre 1972 et 2014.

## Biographie
Fille d'immigrants juifs autrichiens, Martel fait des études à la Performing Arts High School (en) de New York jusqu'en 1953, puis fréquente l'Actors Studio.
Martel commence sa carrière cinématographique à la fin des années 1950. Elle fait l'une de ses premières apparitions dans What You Need, un épisode de Twilight Zone diffusé le 25 décembre 1959.
Au cours des dernières années de sa carrière, Martel écrit le scénario de Whisper Into My Good Ear, tiré d'une pièce du même nom de William Hanley (en). Elle a travaillé également sur un second scénario, Mrs. Dally Has a Lover, toujours tiré de l’œuvre de Hanley. Les deux œuvres ne seront cependant pas produites.

## Filmographie

### Télévision
- 1964 : Au delà du réel : Saison 2 épisode 5: La main de verre (Consuelo Biros)
- 1965 : Papa Schultz : Saison 1 épisode 19: Tigre.
- 1972 : Columbo : Dites-le avec des fleurs (The Greenhouse Jungle) : Gloria West.
- 1973:  Banacek : saison 2 épisode 3 : Le Carrosse
- 1973 : Columbo : Subconscient (Double Exposure) : Tanya Baker (créditée mais seulement évoquée)
- 1974 : Columbo : En toute amitié (A Friend in Deed) : vendeuse.
- 1974 : L'homme qui valait trois milliards : Mission torpille (The Last of the Fourth of July) : Violette